# Mac Tonight

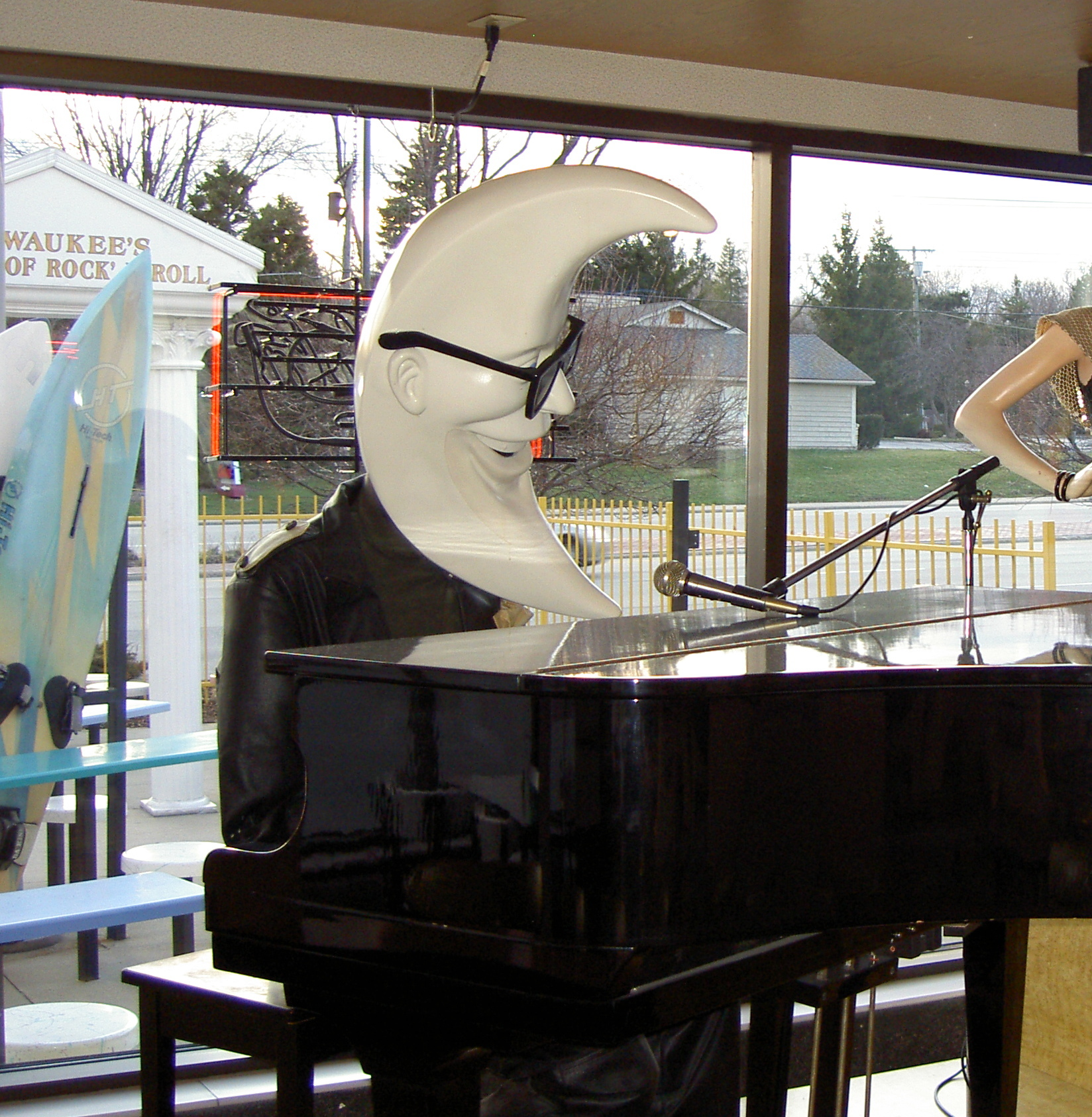
Mac Tonight Animatronik im Solid Gold McDonald’s, in Greenfield (Wisconsin), April 2006

Mac Tonight ist ein fiktiver Charakter, der während der späten 1980er Jahren, im Marketing für McDonald’s Restaurants vorkam. Seine Markenzeichen sind sein sichelmondförmiger Kopf, Sonnenbrille und Klavierspiel. Der Charakter spielte eine Variation vom Lied „Mack the Knife“, von Bobby Darin. Während der Kampagne wurde Mac Tonight vom Schauspieler Doug Jones gespielt und von Brock Walsh gesprochen.
Ursprünglich wurde er für eine Werbeaktion, für südkalifornische Lizenzinhabern konzipiert. Dank seiner Popularität, entschied sich McDonald’s aber, die Kampagne ab dem 27. August 1987 landesweit auszustrahlen. Ab 1988, wurde die Werbekampagne weltweit ausgestrahlt. Im Jahr 1989, verklagte Bobby Darins Sohn, Dodd Mitchell Darin, McDonald’s für das angebliche Verletzen von dessen Vaters Urheberrechten. Nach der Klage hörte McDonald’s auf, das Lied weiterzuverwenden. Es gab mehrere Versuche, Mac Tonight in den 1990ern wiederaufzuleben, jedoch ohne Erfolg.

## Geschichte

### Originale Marketingkampagne (1986–1989)
Die Kampagne, kreiert bei Jim Benedict und Peter Coutroulis, wurde für südkalifornische McDonald’s Lizenzinhaber, von der Los Angeles Werbeagentur Davis, Johnson, Mogul & Colombatto, mit einem Budget von circa $500,000 produziert. Die Agentur wurde inspiriert von dem Lied „Mack the Knife“, das 1959 durch Bobby Darin in den Vereinigten Staaten an Berühmtheit erlangte. Die Agentur hörte sich verschiedene Versionen des Liedes an, bevor sie sich entschied, eine eigene Version mit neuem Text zu produzieren. Nachdem entschieden wurde, keine echten Personen einzusetzen, einigten sich die Designer auf einen anthropomorphischen Sichelmond, auf einem menschlichen Körper, der eine Sonnenbrille trägt. Das Lied und dessen Stil wurden speziell für Baby Boomer und der Rückkehr der 1950er-Jahre Musik in der Popkultur, angepasst. Die Figur, die auf einem Flügel, auf einer schwebenden Wolke spielte oder auch auf einem riesigen Big Mac (daher der Name „Mac“), sollte eine „kultähnliche“ Anhängerschaft aufbauen.
Von 1986 bis 1987, wurde die Kampagne auf andere Städte, an der amerikanischen Westküste ausgeweitet. McDonald’s sagte, dass die Kampagne ein „großer Erfolg“ war, während die Fachzeitschrift Nation’s Restaurant News verkündete, dass die Kampagne in einigen kalifornischen Restaurants, das Abendessengeschäft, um über 10 % erhöhte. Er war so beliebt, dass eine Menschenmenge von knapp 1500 Leuten, den Auftritt einer kostümierten Figur, in einem McDonald’s in Los Angeles besuchte. Aus Sorge, er sei zu typisch für die Westküste, wurde im Februar 1987 beschlossen, dass die Figur in landesweiten Werbespots zu sehen sein sollte, die dann auch im September desselben Jahres ausgestrahlt wurden. In Boca Raton, Florida kamen 1000 Menschen, um ihn zu sehen. Eine im September 1987 von der Ad Watch durchgeführte Umfrage ergab, dass sich die Zahl der Verbraucher, die sich an McDonald’s-Werbungen erinnerten, im Vergleich zum Vormonat verdoppelt hatte und höher war als bei jedem anderen Unternehmen, seit der Einführung von New Coke im Jahr 1985.
Von 1986 bis 1997 war Doug Jones in über 27 der 29 Werbespots als Mac Tonight zu sehen. Im Jahr 2013 erzählte er: „Damals nahm meine Karriere eine Wendung, mit der ich nicht gerechnet hätte. Ich wusste nicht, dass das eine Karriereoption war.“ Brock Walsh gab Mac Tonight seine Stimme.
Im Jahr 1989 behauptete Bobby Darins Sohn, Dodd Mitchell Darin, dass das Lied ohne vorherige Genehmigung die Markenrechte seines Vaters verletzt habe. Darin reichte sowohl eine Klage als auch eine einstweilige Verfügung ein, um die Entfernung des Liedes aus der Fernseh- und Radiowerbung zu erwirken. Als Reaktion auf die Klage stellte McDonald’s die Ausstrahlung der Werbung ein.

„They thought that I had co-opted his father’s singing style, and they filed suit for infringement of likeness. Specifically, my vocalization was apparently the issue. To me though, Bobby Darin wasn’t the imprint on that song. I was more influenced by guys like Frank Sinatra, Ray Charles and Louis Armstrong — Louis Armstrong was known for this song, too.
That brought the gravy train to a grinding halt. I do think, though, that this lawsuit coincided with the downturn of Mac Tonight ads as effective marketing anyway. I think McDonald’s looked at it like, "Do we really want to fuck with this? Isn’t it easier to just cut and run from the whole thing?" So that’s what they did. It’s cool, though. It’s a business. I get it.
I think they tried to change the song for a bit, but it just didn’t work. Mac was done soon after that.“

„Sie dachten, ich hätte den Gesangsstil seines Vaters übernommen und reichten Klage, wegen Verstoßes gegen das Persönlichkeitsrecht ein. Genauer gesagt, meine Vokalisierung war anscheinend das Problem. Für mich war Bobby Darin jedoch nicht der prägende Einfluss dieses Liedes. Ich wurde eher von Leuten wie Frank Sinatra, Ray Charles und Louis Armstrong beeinflusst – Louis Armstrong war auch für dieses Lied bekannt.
Das brachte den Geldfluss zum Stillstand. Ich denke jedoch, dass diese Klage mit dem Rückzug der Mac Tonight-Werbung als effektives Marketing zusammenfiel. Ich denke, McDonald's sah das so: „Wollen wir wirklich damit herumspielen? Ist es nicht einfacher, einfach alles abzubrechen und zu verschwinden?“ Also haben sie das getan. Das ist in Ordnung, es ist Teil des Geschäfts. Ich verstehe das.
Ich glaube, sie haben versucht, das Lied eine Zeit lang auszutauschen, aber es hat einfach nicht funktioniert. Mac war kurz danach Schnee von gestern.“

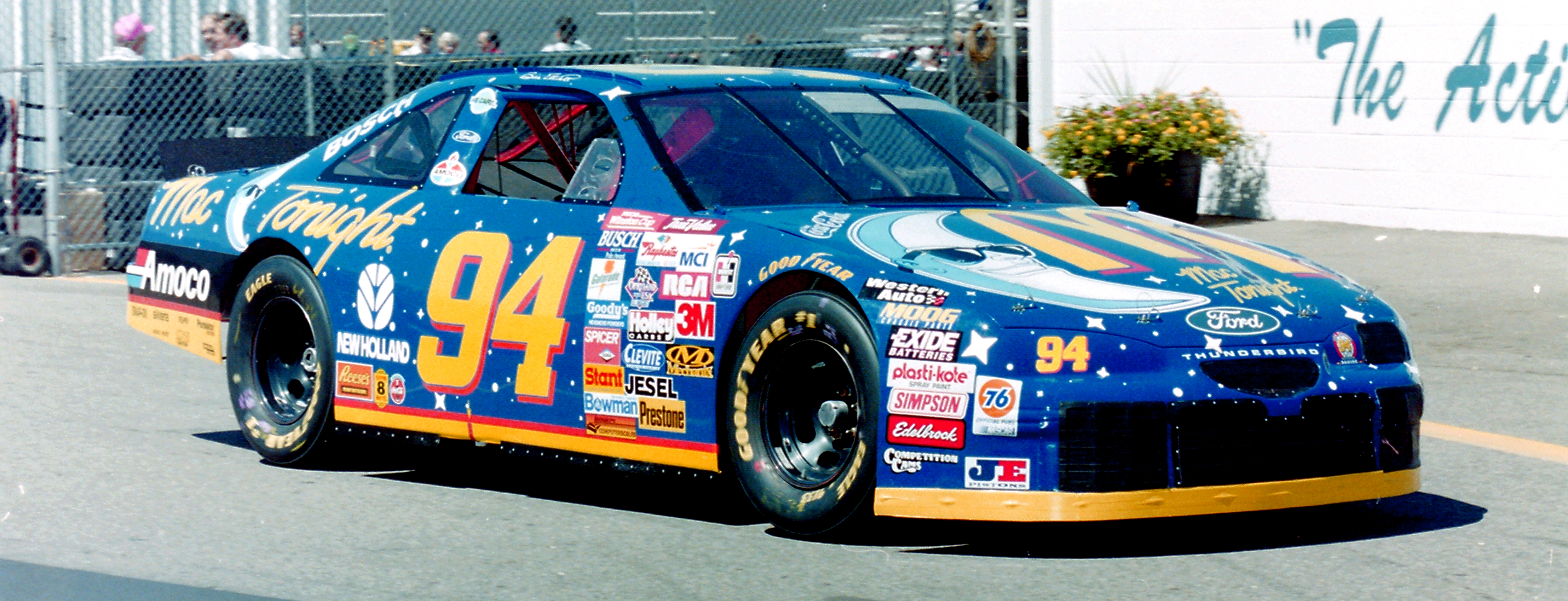
Bill Elliott fährt den "Mac Tonight Thunderbird" durch die Boxengasse am Richmond International Raceway, September 1997.

1996 tauchte Mac Tonight in einer Werbung auf, die nur in der Westküste ausgestrahlt wurde. Zwischen 1997 and 1998, sponserte McDonald’s NASCAR Hall of Famer Bill Elliott, auf dessen Auto sich Mac Tonight befand. In 2016 entschied sich der Fahrer Jamie McMurray von Chip Ganassi Racing, diese legendäre Lackierung, für das  Darlington Raceway’s Southern 500 Rennen zurückzubringen.

### Wiedereinführung in Südostasien (2006–2010)
In 2016 brachte McDonald’s den Charakter in mehreren südostasiatischen Ländern wieder zum Einsatz, unter anderem in Singapur, Malaysia, Indonesien, Philippinen, Hong Kong, Taiwan, Thailand und China. Die exklusiv in Asien stattfindende Kampagne, zeigte einen animierten Mac Tonight, der auf einem McDonald’s-Restaurant tanzte, während er sang und Saxophon spielte. Diese Werbespots wurden von Liquid Animation produziert.
„Mac Tonight Mad Dash“ war ein Wettbewerb, der am 24. Juli 2007 stattfand und live in den Philippinen ausgestrahlt wurde. In dem Wettbewerb mussten 24 Teilnehmerpaare um die Wette McDonald’s-Filialen besuchen und Rätsel lösen.

## Produktion

### Maske
Die Maske, die der Schauspieler trug, wurde von einem Maskenbildner und Spezialeffektkünstler namens Steve Neill angefertigt. Sie wog über 4,5 Kilogramm und die Mimik wurde mithilfe von Animatronik motorisiert. Drei Puppenspieler waren nötig, um die Bewegungen von Lippen, Kiefer und Augenbrauen zu steuern.
Es wurden neue Masken mit mehr Artikulation und Animatronik hergestellt. Die australische Maske von 1988 wurde von Robert Bertie hergestellt.

### Animatronik
Mehrere McDonald’s Restaurants, in den frühen 1990ern wurden mit hydraulisch angetriebenen Animatronicfiguren von Mac Tonight ausgestattet, die den Charakter beim Klavierspielen darstellen. Diese Figuren wurden von Mannetron gebaut. Eine dieser Animatroniks ist im World’s Largest Entertainment McDonald’s in Orlando, Florida.

## Vermächtnis
Ronald McDonald House Charities startete die jährliche Spendenaktion Mac Tonight Gala, die 2018 in Masquerade Ball umbenannt wurde.
Mac Tonight ist eng verbunden mit Vaporwave und tauchte auf dem Albumcover Late Night Delight von Saint Pepsi und Luxury Elite auf, wo er zur Ikone von diesem Genre wurde.

### Seth Meyers
Mac Tonight tauchte in 2021 als Teil der Onlineserie, Corrections auf, gehostet bei Komödiant und Late Night Talkshow Moderator Seth Meyers. Nachdem er in Folge 25 erwähnt hatte, dass Mac Tonight ihm Albträume beschert, sendeten Meyers Zuschauer Mac Tonight Merchandise zu seiner PO Box, die er dann in den folgenden Episoden zeigte. In Episode 100, erscheint Mac Tonight persönlich und bringt Meyers um und endet die Serie. Jedoch handelte sich dies bloß um einen Gag und die Serie lief in der nächsten Episode unbeirrt weiter.

### Moon Man
Moon Man ist ein Meme und eine inoffizielle Parodie von Mac Tonight, die ihren Ursprung in 2007 auf der Internetseite YTMND hatte, auf der der Charakter als white supremacist dargestellt wurde. Moon Man Videos sind Parodien von Liedern mit rassistischen und brutalen Texten. Ein Salon Artikel verglich Moon Man mit Pepe der Frosch, ein anderes Meme und Hasssymbol. Im Jahre 2016 begann YouTube mit der Entfernung von Moon Man Videos, wegen des Verstoßes gegen die Communityrichtlinien über Hassrede. Auch AT&T, dessen Text-to-speech Software genutzt wurde, um das Meme zu generieren, fügte mehrere Filter hinzu, wie den Namen des Charakters und andere Obszönitäten. In 2019, fügte die Anti-Defamation League Moon Man zu ihrer Datenbank der Hasssymbole hinzu. Ein Mod für das Videospiel Doom, wo Moon Man als Hauptfigur rassistische Stereotypen als Gegner bekämpft, wurde auch kreiert.
In Bezug auf Moon Man sagte Peter Cotroulis, Co-Schöpfer von Mac Tonight, im Jahr 2022, dass er „Mac gerne zurückbringen“ würde, aber „nachdem er in den letzten Jahren so verunstaltet wurde, glaube ich nicht, dass das jemals passieren wird“.